# Alice Prochaska
Alice Prochaska (née le 12 juillet 1947) est une archiviste et bibliothécaire britannique. Elle est adjointe du vice-chancelier de l'université d'Oxford et directrice du Somerville College d'Oxford de 2010 à 2017.

## Biographie
Alice Prochaska fait ses études au Somerville College de l'université d'Oxford où elle obtient son diplôme d'histoire et un doctorat en histoire moderne.
Elle commence sa carrière professionnelle comme conservatrice, puis elle est archiviste au Public Record Office, devenu ensuite les Archives nationales. De 1984 à 1992, elle est administratrice et directrice adjointe de l'Institute of Historical Research de l'université de Londres. De 1992 à 2001, elle est directrice des collections spéciales à la British Library. Elle est ensuite devenue bibliothécaire en chef à l'université Yale, aux États-Unis, de 2001 à 2010,. Elle succède à Fiona Caldicott comme principale du Somerville College et prend ses fonctions en septembre 2010,,. Elle prend sa retraite en août 2017 et elle est remplacée par Janet Royall. Elle est nommée fellow honoraire du collège.
Prochaska participe à la conception du premier programme national d'histoire au Royaume-Uni entre 1989 et 1990. Elle est gouverneure de la London Guildhall University, qui fait maintenant partie de l'université métropolitaine de Londres. Elle est présidente du National Council on Archives et membre de la Commission royale sur les manuscrits historiques. Alice Prochaska est membre de la Royal Historical Society dont elle est vice-présidente de 1995 à 1999. Elle a présidé le Center for Research Libraries et plusieurs comités de l'Association of Research Libraries, a siégé au conseil d'administration des éditions Yale University Press et a donné des conférences sur des sujets liés aux archives et aux collections spéciales. Au cours de son mandat à Somerville, elle a été pro-vice-chancelière de l'université d'Oxford. Elle est membre du comité exécutif et trustee du Historic Towns Trust, et elle préside le Sir Winston Churchill Archive Trust de 2010 à 2020. Elle est docteure honoris causa de l'université d'Aberdeen en 2015.
Elle est mariée avec l'historien américain Frank Prochaska

## Publications
- London in the Thirties (catalogue pour le musée de Londres), 1973  (ISBN 9780112901709)
- London since 1912, avec John T. Hayes, 1973  (ISBN 9780112901457)
- Young Writers of the Thirties (catalogue pour la National Portrait Gallery, Londres, 1976  (ISBN 9780904017076)
- History of the General Federation of Trade Unions, 1899-1980, 1982  (ISBN 9780043310878)
- Irish History from 1700: a guide to sources in the Public Record Office, Archives and the User 6: British Records Association,  (ISBN 9780900222078), 1986.
- Margaretta Acworth's Georgian Cookery Book, avec Frank K. Prochaska, 1987  (ISBN 9781851451241)
- « The History Working Group: Reflections and Diary », History Workshop Journal, vol. 30, no 1, automne 1990, p. 80-90, [lire en ligne].